# Feketić (Mali Iđoš, Srbija)
Feketić (ćir.: Фекетић, mađ.: Feketics / Bácsfeketehegy, njem.: Feketitsch / Schwarzberg)) je naselje u općini Mali Iđoš u Sjevernobačkom okrugu u Vojvodini.

## Stanovništvo
U naselju Feketić živi 4.336 stanovnika, od čega 3.384 punoljetna stanovnika, prosječna starost stanovništva je 39,3 godina (37,5 kod muškaraca i 41,0 kod žena). U naselju ima 1.527 domaćinstva, a prosječan broj članova po domaćinstvu je 2,84.
Poslije Drugog svjetskog rata, Nijemci koji su činili veliki dio stanovništva su protjerani, a naselje je naseljeno kolonistima iz Crne Gore.
Prema popisu iz 1991. godine u naselju je živjelo 4.542 stanovnika.
| Etnički sastav 2002. |            |        |
| Narod                | Stanovnika |        |
| Mađari               | 2.672      | 61,62% |
| Srbi                 | 726        | 16,74% |
| Crnogorci            | 682        | 15,72% |
| Jugoslaveni          | 46         | 1,06%  |
| Hrvati               | 33         | 0,76%  |
| Romi                 | 16         | 0,36%  |
| Ukrajinci            | 9          | 0,20%  |
| Rusini               | 8          | 0,18%  |
| Nijemci              | 7          | 0,16%  |
| Albanci              | 7          | 0,16%  |
| Bunjevci             | 5          | 0,11%  |
| Muslimani            | 4          | 0,09%  |
| ostali               | 8          | 0,18%  |
| nepoznato            | 7          | 0,16%  |

| broj stanovnika | 5903  | 5551  | 5484  | 4889  | 4688  | 4542  | 4336  |
|                 | 1948. | 1953. | 1961. | 1971. | 1981. | 1991. | 2001. |

## Vanjske poveznice
- Karte, položaj vremenska prognoza
- [neaktivna poveznica]